# Anolacia bozzettii
Anolacia bozzettii is een slakkensoort uit de familie van de Olividae. De wetenschappelijke naam van de soort is voor het eerst geldig gepubliceerd in 1995 door Prati.